# Harold Osborn
Harold Marion Osborn, ameriški atlet, * 13. april 1899, Butler, Illinois, ZDA, † 5. april 1975, Champaign, Illinois.
Osborn je nastopil na poletnih olimpijskih igrah v letih 1924 v Parizu in 1928 v Amsterdamu. Na igrah leta 1924 je osvojil naslova olimpijskega prvaka v skoku v višino in deseteroboju, leta 1928 pa je zasedel peto mesto v skoku v višino. Je edini olimpijski prvak v  deseteroboju, ki je ob tem osvojil naslov olimpijskega prvaka še v kateri od posamičnih disciplin. 27. maja 1924 je s preskočeno višino 2,03 m postavil svetovni rekord v skoku v višino. Veljal je do maja 1933, ko ga je za cm izboljšal Walter Marty. 12. julija 1924 je z rezultatom 7710,775 točke postavil še svetovni rekord v deseteroboju. Držal ga je do julija 1926, ko ga je prevzel Paavo Yrjölä.